# MACHO-98-BLG-35
MACHO-98-BLG-35 foi um evento de microlente gravitacional que ocorreu em julho de 1998 na direção da constelação de Sagittarius. A anã vermelha que causou o evento pode ter um planeta, segundo um estudo.

## Planeta
| Planeta | Massa | Semieixo maior (UA) |
| ------- | ----- | ------------------- |
| b       | 1 MJ  | 1                   |